# Beşiktaş Jimnastik Kulübü (femenino)
El Beşiktaş Jimnastik Kulübü es la división de fútbol femenino del Beşiktaş J. K. con sede en Estambul y fue fundado en 2014. El club juega en la Superliga Femenina de Turquía, la máxima categoría del fútbol femenino nacional en Turquía.

## Historia
En la temporada 2014/15, el equipo femenino de Beşiktaş fue asignado a la liga inferior, la Tercera Liga de Fútbol Femenina de Turquía. Terminaron la liga como líderes de división y, después de los play-offs, fueron promovidas a la Segunda Liga Femenina.
En la temporada 2015/16, el equipo jugó en la Segunda Liga Femenina y aseguró el ascenso a la Primera Liga cuatro partidos antes del final de la temporada. Se convirtieron en campeones de liga dos partidos antes del final de la liga. El equipo completó la temporada 2015/16 invicto y fue ascendido a la Superliga Femenina de Turquía.
El equipo terminó la temporada regular de 2017/18 incluso a puntos con el Konak Belediyespor detrás del campeón Ataşehir Belediyespor. El tiempo reglamentario del partido de play-off entre los dos equipos terminó con empate 1-1. En el tiempo extra, Beşiktaş J.K. anotó tres goles de penalti, terminó el partido por 4-1 y se convirtió en subcampeón.
Beşiktaş J.K. terminó la temporada 2018/19 de la Primera Liga Femenina como líder empatada en puntos con ALG Spor con un promedio de goles que solo sucedió en la última ronda. ALG Spor lideraba con promedio de goles en las dos rondas anteriores. ALG Spor ganó su último partido con 5-1, Beşiktaş J.K. derrotó a su rival por 9-0, lo que les permitió un promedio de goles de cuatro en la final. La Federación Turca de Fútbol estableció una ronda de repesca entre los dos equipos que se jugó el 12 de mayo de 2019 en una sede neutral, en Manavgat. El equipo se convirtió en el primer campeón de la Primera Liga Femenina después de derrotar al ALG Spor en el partido de desempate por 1-0.
A finales de julio de 2019, el club traspasó a Kader Hançar, Sevgi Çınar, Sevgi Salmanlı y Yağmur Uraz, las cuatro más experimentadas del fútbol femenino en Turquía, tres de ellas ex máximas goleadoras, para la Liga de Campeones Femenina de la UEFA 2019-20. El equipo terminó los partidos de grupo de la ronda de clasificación invicto con dos empates y una victoria, ubicándose en segundo lugar detrás del Twente holandés, que avanzó a los dieciseisavos de final como único equipo del grupo.

## Palmarés
- Superliga Femenina de Turquía (2): 2018/19. 2020/21.
- Segunda Liga de Fútbol Femenina de Turquía (1): 2015/16.
- Tercera Liga de Fútbol Femenina de Turquía (1): 2014/15.